# Hesperoconopa aperta
Hesperoconopa aperta là một loài ruồi trong họ Limoniidae. Chúng phân bố ở miền Tân bắc.